# Cútrit
En mecánica cuántica, un cútrit o trit cuántico (qutrit en inglés), es el análogo cuántico del trit, de la misma forma que el cúbit es la versión cuántica del bit. Se trata de un sistema cuántico genérico cuyo estado general es una superposición de tres estados básicos, habitualmente denotados {\displaystyle \{|0\rangle ,|1\rangle ,|2\rangle \}}, ortogonales entre sí para que puedan ser fielmente distinguidos. Matemáticamente
{\displaystyle |\psi \rangle =\alpha |0\rangle +\beta |1\rangle +\gamma |2\rangle }
satisfaciendo {\displaystyle \langle i|j\rangle =\delta _{ij}}, con {\displaystyle i,j\in \{0,1,2\}}. En concreto, {\displaystyle \{|0\rangle ,|1\rangle ,|2\rangle \}} constituye una base ortonormal del espacio de Hilbert tridimensional {\displaystyle {\mathcal {H}}_{3}}. El cútrit ha de estar normalizado, de modo que
{\displaystyle \langle \psi |\psi \rangle =|\alpha |^{2}+|\beta |^{2}+|\gamma |^{2}=1}
Estas estructuras tienen algunas peculiaridades cuando son empleadas para almacenar información cuántica. Por ejemplo, son mucho más robustas a la decoherencia ante las interacciones del entorno. En realidad, manipular cútrits directamente es engorroso, razón por la cual se emplean entrelazados con un cúbit.

## Representación
Al igual que para los cúbits, es posible expresar un cútrit puro arbitrario normalizado, salvo por una fase global, en términos de ángulos
{\displaystyle |\psi \rangle =e^{i\chi _{1}}\sin \theta \cos \phi \,|0\rangle +e^{i\chi _{2}}\sin \theta \sin \phi \,|1\rangle +\cos \theta \,|2\rangle }
donde dichas coordenadas angulares poseen los siguientes rangos
{\displaystyle 0\leq \theta ,\phi \leq \pi /2\;\;\;\;\;\;\;\;0\leq \chi _{1},\chi _{2}\leq 2\pi }
Por otra parte, toda matriz densidad de un cútrit (estado puro o mezcla) admite el desarrollo
{\displaystyle \rho ={\frac {1}{3}}\sum _{\alpha =0}^{8}c_{\alpha }\lambda _{\alpha }}
donde {\displaystyle \lambda _{\alpha }} con {\displaystyle \alpha \in \{1,2,\dots ,8\}} simbolizan las ocho matrices de Gell-Mann, generadores de {\displaystyle \mathrm {SU} (3)} y base de las matrices 3x3 hermíticas sin traza (del mismo modo que las matrices de Pauli permiten generar las matrices hermíticas sin traza cuadrada de dimensión 2) y
{\displaystyle \lambda _{0}={\sqrt {\frac {2}{3}}}\mathbb {I} }
siendo {\displaystyle \mathbb {I} } la matriz identidad 3x3. Aplicando la propiedad {\displaystyle \mathrm {tr} (\lambda _{\alpha }\lambda _{\beta })=2\delta _{\alpha \beta }} es directo ver que los coeficientes de la anterior combinación lineal vienen dados por
{\displaystyle c_{\alpha }={\frac {3}{2}}\mathrm {tr} (\rho \lambda _{\alpha })}
Además, como ha de tenerse {\displaystyle \mathrm {tr} (\rho )=1}, es necesario que {\displaystyle c_{0}={\sqrt {3/2}}}, lo que conduce a la escritura
{\displaystyle \rho ={\frac {1}{3}}(1+c_{j}\lambda _{j})\equiv {\frac {1}{3}}(1+\mathbf {c} \cdot {\boldsymbol {\lambda }})}
Puede demostrarse que una condición necesaria y suficiente para que {\displaystyle \rho } codifique un estado puro (esto es, que {\displaystyle \rho ^{2}=\rho }) consiste en que el vector de ocho componentes reales {\displaystyle \mathbf {c} } verifique
{\displaystyle \mathbf {c} \cdot \mathbf {c} =3\;\;\;\;\;\;\;\;\;\;\mathbf {c} \star \mathbf {c} ={\sqrt {3}}\mathbf {c} }
donde la operación {\displaystyle \star } se define como
{\displaystyle \mathbf {a} \star \mathbf {b} \equiv \sum _{i,j,k}a_{i}b_{j}d_{kij}\mathbf {e} _{k}}
con {\displaystyle \mathbf {e} _{k}} la base ortonormal usual en {\displaystyle \mathbb {R} ^{8}} y {\displaystyle d_{kij}} unos coeficientes relacionados con los anticonmutadores de las matrices de Gell-Mann. Traduciendo esta condición en términos de los ángulos {\displaystyle \theta ,\phi ,\chi _{1},\chi _{2}}, se encuentra que todos los estados puros descansan sobre la esfera unidad en {\displaystyle \mathbb {R} ^{8}} (análogo de la esfera de Bloch para cúbits), si bien no todos los puntos de la citada esfera se corresponden con estados puros.
En lo que sigue, se estudiarán sistemas de dos cútrits, cuyos estados son de la forma
{\displaystyle |\Psi \rangle =\sum _{i,j=0}^{2}A_{ij}|i\rangle \otimes |j\rangle }
En particular, se dice que {\displaystyle |\Psi \rangle } es separable si existen kets {\displaystyle |x\rangle ,|y\rangle \in {\mathcal {H}}_{3}} tales que
{\displaystyle |\Psi \rangle =|x\rangle \otimes |y\rangle }
De lo contrario, {\displaystyle |\Psi \rangle } es un estado entrelazado. Aunque no siempre es posible encontrar {\displaystyle |x\rangle ,|y\rangle } que cumplan esta última igualdad, todo estado de dos cútrits posee descomposición de Schmidt
{\displaystyle |\Psi \rangle =\sum _{i}\eta _{i}|i_{A}\rangle \otimes |i_{B}\rangle }
con {\displaystyle \eta _{i}} coeficientes reales positivos y {\displaystyle |i_{A}\rangle ,|i_{B}\rangle }sendas bases ortonormales. Dentro de los estados de dos cútrits, los de mayor interés teórico y experimental son los denominados maximalmente entrelazados, i.e. aquellos cuyas matrices densidades parciales asociadas son proporcionales a la identidad. Un ejemplo de esta clase de estados es
{\displaystyle |\Psi _{M}\rangle ={\frac {1}{\sqrt {3}}}(|0\rangle \otimes |0\rangle +|1\rangle \otimes |1\rangle +|2\rangle \otimes |2\rangle )}
Uno puede, por similitud con la base de Bell en el caso de cúbits, construir una base ortonormal de estados maximalmente entrelazados, de utilidad práctica en la preparación de un protocolo de codificación superdensa para la transmisión de dos trits con un cútrit.

## Aplicaciones
Una de las principales ventajas del empleo de sistemas de dos cútrits entrelazados frente al uso de cúbits es la mayor resiliencia de los primeros ante el ruido clásico, cuyo efecto es el de ocultar y eventualmente suprimir el comportamiento cuántico de los estados entrelazados (lo que se conoce como decoherencia). Una manera de modelar matemáticamente una situación de ruido radica en considerar el operador densidad
{\displaystyle \rho (F_{N})=F_{3}\rho _{\mathrm {noise} }+(1-F_{3})|\Psi _{M}\rangle \langle \Psi _{M}|}
donde {\displaystyle \rho _{\mathrm {noise} }=\mathbb {I} /9} es el estado mezcla maximal, {\displaystyle |\Psi _{M}\rangle } es el estado introducido en la sección anterior y {\displaystyle 0\leq F_{3}\leq 1} es una medida de la cantidad de ruido de la que acucia el sistema. Desarrollando entonces un determinado experimento mental, se calcula el mínimo valor de {\displaystyle F_{3}} tal que los resultados admiten una explicación basada en una teoría que preserva el realismo local y, por tanto, de carácter no cuántico. Para cútrits, resulta
{\displaystyle F_{3}^{\mathrm {min} }=(11-6{\sqrt {3}})/2\cong 0.30385}
mientras que repitiendo el cálculo para cúbits, se llega a {\displaystyle F_{2}^{\mathrm {min} }\cong 0.29289}, probando que esta segunda configuración es más sensible al ruido.
Asimismo, es sabido que la utilización de cútrits con el fin de atacar ciertos problemas es menos costosa que con cúbits, en el sentido de que se consumen menos recursos. Esto sucede, por ejemplo, con el problema del acuerdo bizantino, para el que se ha propuesto una resolución basada en tres cútrits que se encuentran en el llamado estado de Aharonov
{\displaystyle |\Psi _{A}\rangle ={\frac {1}{\sqrt {6}}}(|0\rangle \otimes |1\rangle \otimes |2\rangle +|1\rangle \otimes |2\rangle \otimes |0\rangle +|2\rangle \otimes |0\rangle \otimes |1\rangle -|0\rangle \otimes |2\rangle \otimes |1\rangle -|1\rangle \otimes |0\rangle \otimes |2\rangle -|2\rangle \otimes |1\rangle \otimes |0\rangle )}
La propiedad característica de este estado sobre la base de la cual se edifica la resolución es el hecho de que, fijada la base en la que se lleva a cabo la medición, los resultados obtenidos para cada cútrit difieren. Se ha demostrado que no hay manera eficiente de codificar el estado de Aharonov (o el análogo del mismo para cúbits) en un sistema de cúbits entrelazados. Otro protocolo para el que existe una implementación fundamentada en cútrits y que requiere menos recursos que la conocida para cúbits es el denominado lanzamiento de moneda cuántico (quantum coin tossing).
Por último, un sistema de criptografía cuántica mediado por cútrits permitiría jugar con tres signos o dígitos (0,1,2) en lugar de solo dos, incrementando el flujo de información.

## Realización física
El principal inconveniente que presenta el manejo de cútrits frente a cúbits es que su producción en el laboratorio comporta mayores dificultades y está menos estudiada. Una primera vía es recurrir a bifotones, esto es, parejas de fotones entrelazados y físicamente indistinguibles que se supondrá solo son susceptibles de diferir en sus estados de polarización. Así, un bifotón viene descrito por un estado normalizado de la forma
{\displaystyle |\Psi \rangle =c_{1}|2,0\rangle +c_{2}|1,1\rangle +c_{3}|0,2\rangle }
donde {\displaystyle |i,j\rangle } denota el estado que consta de {\displaystyle i} fotones en un estado de polarización dado y {\displaystyle j} fotones cuya polarización es ortogonal a la de los anteriores. El estado de vacío {\displaystyle |0,0\rangle } no contribuye en el proceso experimental y, por tanto, se excluye.
La generación de bifotones requiere de métodos propios de la óptica no lineal y óptica cuántica, tales como la conversión paramétrica descendente espontánea (SPDC, por sus siglas en inglés) o la mezcla de cuatro ondas en fibras ópticas. La desventaja de las citadas herramientas estriba en que los bifotones resultantes tienen un tiempo de coherencia menor de lo deseado, de órdenes inferiores al picosegundo, por lo que se están investigando otros caminos para su producción, tales como la mezcla espontánea de cuatro ondas (SFWM) asistida con transparencia inducida electromagnéticamente.

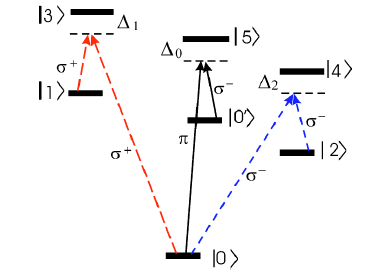
Niveles energéticos y transiciones para un ion en una trampa lineal

En lo que respecta a la determinación de los parámetros del bifotón a partir de mediciones empíricas, la magnitud de interés es la matriz de coherencia de cuarto orden, cuyas entradas se escriben como valores esperados de ciertos productos de los operadores creación y aniquilación de los modos polarizados de interés (momentos de cuarto orden normalmente ordenados). Con objeto de determinar experimentalmente estos momentos, se hace pasar el bifotón a través de un sistema óptico cuyo fundamento es el esquema de Brown-Twiss.
Alternativamente, pueden emplearse los estados de momento angular orbital del fotón, donde el número cuántico asociado, {\displaystyle l}, puede tomar, en principio, cualquier valor entero. Así, con un solo fotón se tiene acceso a más de dos estados cuánticos. La preparación del mismo involucra técnicas ópticas semejantes a las ya mencionadas.
Una tercera alternativa consiste en la manipulación coherente de iones en una trampa lineal. Las transiciones entre estados vienen diferenciadas por un tipo de polarización del campo electromagnético que hace posible controlar el estado del ion.